# Lukoveț-Jurivskîi, Rohatîn
Lukoveț-Jurivskîi (în ucraineană Луковець-Журівський) este un sat în comuna Lukoveț-Vîșnivskîi din raionul Rohatîn, regiunea Ivano-Frankivsk, Ucraina.

## Demografie
Componența lingvistică a localității Lukoveț-Jurivskîi
     Ucraineană (99,7%)
     Alte limbi (0,3%)
Conform recensământului din 2001, majoritatea populației localității Lukoveț-Jurivskîi era vorbitoare de ucraineană (99,7%), existând în minoritate și vorbitori de alte limbi.